# وريد نخاعي
تقع الأوردة الشوكية (أوردة النخاع الشوكي أو أوردة الحبل الشوكي) في الأم الحنون وتشكلُ الضفيرة الوريدية الملتوية الدقيقة. تطهر بشكلٍ رئيسي في شِقَّ الحبل الشوكي المتوسط الأمامي [الإنجليزية] وهي الأكبر في المنطقة القطنية.
يُوجد في هذه الضفيرة:
1. وريدان طوليان متوسطان، أحدهما أمام الشق الأمامي والآخر خلف التلم الخلفي للحبل.
2. أربعة أوردة طولية جانبية خلف الجذور العصبية.

وتنتهي في الأوردة الفقراية.
بالقرب من قاعدة الجمجمة ترتبط وتشكلون اثنين أو ثلاثة جذوع صغيرة، تتواصل مع الأوردة الفقرية، ثم تنتهي في الأوردة المخيخية السفلية، أو في الجيوب الصخرية السفلية [الإنجليزية].